# Potebniamyces
Potebniamyces är ett släkte av svampar. Potebniamyces ingår i familjen Bulgariaceae, ordningen Leotiales, klassen Leotiomycetes, divisionen sporsäcksvampar och riket svampar.
|               | Holwaya                                                                          |
|               |                                                                                  |
|               | Bulgaria                                                                         |
|               |                                                                                  |
| Potebniamyces | \| \| Potebniamyces pyri \| \| \| \| \| \| Potebniamyces balsamicola \| \| \| \| |
|               | \| \| Potebniamyces pyri \| \| \| \| \| \| Potebniamyces balsamicola \| \| \| \| |
|               | Phacidiopycnis                                                                   |
|               |                                                                                  |
|               | Potebniamyces pyri                                                               |
|               |                                                                                  |
|               | Potebniamyces balsamicola                                                        |
|               |                                                                                  |

|  | Potebniamyces pyri        |
|  |                           |
|  | Potebniamyces balsamicola |
|  |                           |